# محمد قربانف
محمد قربانف (به روسی: Магомед Курбанов؛ زادهٔ ۲ اوت ۱۹۹۳) یک کشتی‌گیر آزادکار اهل کشور روسیه است.
از افتخارات وی می‌توان به کسب مدال نقره قهرمانی کشتی جهان ۲۰۲۱ اشاره کرد.

## فعالیت حرفه‌ای

### قهرمانی کشتی جهان ۲۰۲۱
قربانف در وزن ۹۲ کیلوگرم کشتی آزاد قهرمانی کشتی جهان ۲۰۲۱ اسلو شرکت کرد، او در این مسابقات گون هیوک-بئوم از کره جنوبی، آمارهاجی ماهامدائو از بلاروس و عثمان نورمحمدف از آذربایجان را شکست داد و به فینال رسید. وی در دیدار نهایی به کامران قاسم‌پور از ایران باخت و به مدال نقره رسید.